# 美丽蛇鳗
美丽蛇鳗（学名：Ophichthus tsuchidae），又名柴田氏蛇鰻，为蛇鳗科蛇鳗属的鱼类。分布于日本、台湾岛以及东海大陆坡等。该物种的模式产地在日本相模湾三崎。

## 特徵
本魚吻尖，通常超過下頜。上唇邊緣無皮褶。齒圓錐狀或尖銳；上頜骨齒2列，下頜骨齒1列。背鰭起點在胸鰭末端之上。脊椎骨數128至130。體長為體高22.5倍；頭長為吻長之6.4倍；吻長為眼徑之1.2倍。吻短壯。背鰭、臀鰭在近尾端處升高。體色為褐色。體長可達50公分。

## 扩展阅读
維基物種上的相關：美丽蛇鳗